# Prêmio internacional da Criança

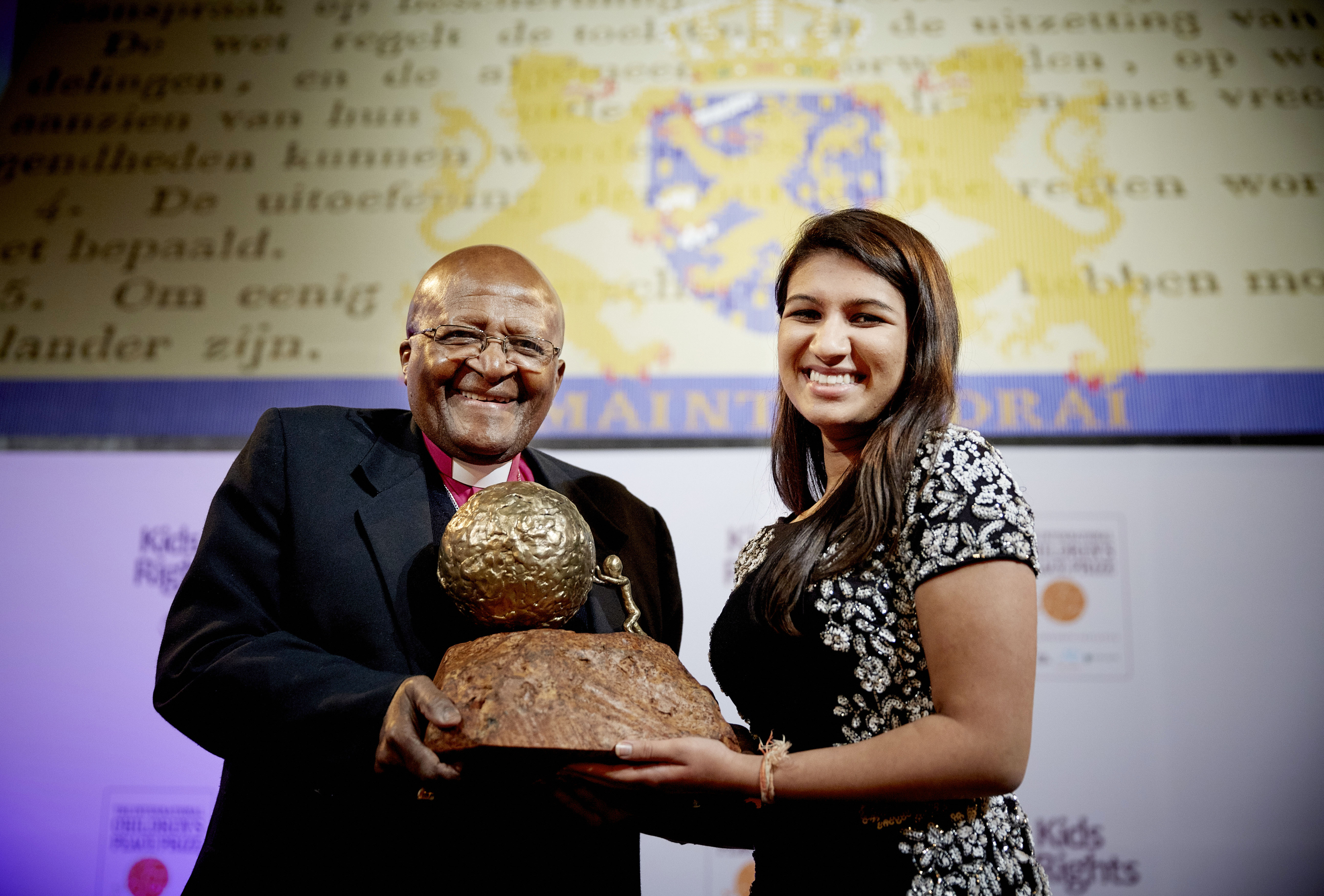
Entrega do Prémio a Neha Gupta.

O Prêmio internacional da Criança ou o International Children's Peace Prize é concedido anualmente a uma criança que fez uma contribuição significativa para a defesa dos direitos das crianças e melhorou a situação das crianças vulneráveis.

## História
O prêmio é uma iniciativa da Fundação KidsRights, uma organização de ajuda internacional da criança com sede em Amsterdã, na Holanda.
Ele foi lançado em novembro de 2005 durante a Cimeira Mundial de Prémios Nobel da Paz, em Roma, uma reunião anual dos vencedores do prêmio da Nobel da Paz e organizações internacionais, como a UNICEF e da Anistia Internacional. A declaração da cúpula de encerramento disse: "Congratulamo-nos com o lançamento do Prêmio das Crianças da Paz durante o nosso encontro".
Mikhail Gorbachev apresentou o prêmio de 2005, que o concedeu postumamente a Nkosi Johnson, um menino Sul-Africano que morreu em 2001  que trouxe a atenção internacional para crianças com HIV / AIDS e fundou a casa Nkosi Haven para mães e crianças HIV positivas. O vencedor recebe uma doação de 100 mil euros para beneficiar um projeto de caridade para crianças, bem como uma estatueta que foi nomeada em honra a Nkosi Johnson.
O prêmio de 2006 foi entregue pelo Prêmio Nobel da Paz Frederik Willem de Klerk, em uma cerimônia no Binnenhof , a sede do parlamento holandês, em Haia. O ano de 2007 foi apresentado no Binnenhof por Bob Geldof e Nobel da Paz Betty Williams. O prêmio de 2008 foi apresentado por Desmond Tutu.

## Destinatários
- 2005 - Nkosi Johnson, África do Sul[3]
- 2006 - Om Prakash Gurjar, Índia[3]
- 2007 - Thandiwe Chama, Zâmbia[4]
- 2008 - Mayra Avellar Neves, Brasil[5]
- 2009 - Baruani Ndume, Tanzânia
- 2010 - Francia Simon, República Dominicana
- 2011 - Michaela “Chaeli” Mycroft, África do Sul[6]
- 2012 - Kesz Valdez, Filipinas
- 2013 - Malala Yousafzai, Paquistão
- 2014 - Neha Gupta, Estados Unidos
- 2015 – Abraham M Keita, Libéria
- 2016 – Kehkashan Basu, Emirados Árabes Unidos
- 2017 – Mohamad Al Jounde, Síria
- 2018 – March for Our Lives, Estados Unidos
- 2019 – Greta Thunberg, Suécia; Divina Maloum, Camarões[7]
- 2020 – Sadat Rahman, Bangladesh[8]
- 2021 – Vihaan e Nav Agarwal, Índia[9]
- 2022 – Rena Kawasaki, Japão[10]
- 2023 – Sofia Tereshchenko, Anastasia Feskova e Anastasia Demchenko, Ucrânia[11]
- 2024 – Nila Ibrahimi, Afeganistão[12]